# Teoria skoposu
Teoria skoposu (niem. Skopostheorie; z gr. skopós – cel, znacznik) – pojęcie z dziedziny teorii przekładu. W teorii tej tłumaczenie jest przedstawione jako celowe działanie, w którym główną rolę odgrywa właśnie obrany przez tłumacza, zamierzony cel tłumaczenia. Celem tym może, lecz nie musi być wierność przekładu wobec tekstu źródłowego.
Teoria skoposu została sformułowana przez niemieckiego lingwistę i badacza przekładoznawstwa Hansa Vermeera pod koniec lat siedemdziesiątych XX wieku.

## Źródła teorii
Jedną z pobudek do sformułowania teorii skoposu było rosnące zapotrzebowanie na przekłady nieliterackie w drugiej połowie XX wieku. Ich przykładami mogą być tłumaczenia instrukcji obsługi, poradników, dokumentów prawnych, tekstów naukowych, akademickich, poradników czy reklam. Te i wiele innych rodzajów tekstów użytkowych tłumaczono wówczas coraz powszechniej na potrzeby coraz bardziej zglobalizowanych kulturowo odbiorców. Takie tłumaczenie wymaga innego podejścia niż przekład literacki, ponieważ ważniejsze od formy czy wierności fabule (której często się w tego rodzaju nie spotyka w ogóle) są cele praktyczne, takie jak wywieranie wpływu na konsumentów czy sformułowanie skutecznych zapisów prawnych. Przykładowo reklama odwołująca się do wzorców zakorzenionych w kulturze źródłowej nie odniesie zamierzonego rezultatu, jeśli przenieść ją na grunt innej kultury w niezmienionej formie, a jedynie w docelowym języku. Doświadczenia z takimi formami tekstów skutkują wydobyciem na pierwszy plan czynników spoza samego tekstu źródłowego, na ignorowanie których tłumacz nie może sobie pozwolić, a które odnoszą się do celu jaki przetłumaczony tekst ma wypełniać. Teoria skoposu skupia się zatem na tym celu jako determinującym to, w jaki sposób tłumacz podchodzi do tekstu, pozwalając mu przy tym na potencjalnie daleko idące ingerencje w jego treść.
Ponadto teoria skoposu opiera się na podwalinach funkcjonalizmu w lingwistyce oraz szerszych zmian w podejściu do przekładoznawstwa (które następnie pomagała kształtować). Badacze odchodzili w tym czasie od sztywnych, formalistycznych i związanych z językiem teorii przekładoznawczych w stronę bardziej związanych z czynnikami socjo-kulturowymi oraz podejść funkcjonalistycznych. Wpływ na myśl przekładoznawców miały teorie: reader-response, działania (socjologia) oraz informacji. Tłumaczenie postrzegane było coraz bardziej jako organiczny proces zachodzący między kulturami, którego opis wymaga spojrzenia poza same teksty będące jego przedmiotem, a nie jedynie proces transkrybowania tekstu z języka źródłowego na docelowy. Teoria skoposu kładzie nacisk na konieczność dostosowania tekstu do wypełnienia nałożonego nań przeznaczenia w obrębie docelowej kultury (język jest częścią kultury). Paul Kussmaul pisze o tej teorii: „podejście funkcjonalne ma wiele wspólnego z »teorią skoposu«. Funkcja tłumaczenia jest zależna od wiedzy, oczekiwań, wartości i norm czytelnika docelowego, który natomiast ulega wpływowi sytuacji, w której w danym momencie się znajduje, oraz kultury, z którą obcuje na co dzień. Czynniki te decydują, czy funkcja tekstu źródłowego oraz ścieżek tekstu źródłowego może być zachowana czy musi być zmodyfikowana, czy też nawet całkowicie zmieniona”.

## Opis teorii
Teoria skoposu podporządkowuje proces dokonywania przekładu celowi (skoposowi), jaki wypełniać ma przetłumaczony tekst. Musi on spełniać różnorakie wymagania wynikające z rodzajów tekstów źródłowych oraz różnych okoliczności. Kierowanie się samą ekwiwalencją może nie prowadzić do powstania użytecznego tekstu docelowego (za Vermeerem: translatum). To, w jaki sposób ów tekst powinien zostać przekształcony podczas tłumaczenia, jakie strategie przyjąć i jakich wyborów dokonać powinien tłumacz, podporządkowane jest zamierzonemu celowi. Cel ten jest określany przez inicjatora przekładu, wzywającego tłumacza do wykonania przeniesienia tekstu w obręb docelowej kultury. Tłumacz jako specjalista sam obiera tryb pracy i dokonuje wyborów na temat kształtu docelowego tekstu.  
Teoria skoposu operuje zasadami koherencji i wierności oryginalnemu tekstowi. Przekład musi w pierwszej kolejności być koherentny w warunkach docelowej kultury, zrozumiały dla odbiorcy i skuteczny w osiąganiu zamierzonego celu. Jednocześnie powinien być na tyle wierny tekstowi źródłowemu, na ile to możliwe przy wypełnieniu pozostałych założeń.
Vermeer nazywa teorię skoposu formą socjologicznej teorii działania i określa szereg jej tez:
1. Każde działanie zakłada jakiś „punkt wyjścia”, pozycję wykonującego w miejscu i czasie, jego przekonania i ideologię.
2. Każde działanie jest nakierowane na jakiś cel.
3. Spośród wielu możliwości, wybrane zostanie to działanie, które zdaniem wykonującego ma największe szanse na optymalne osiągnięcie celu.
4. W dominującej ilości przypadków, wykonujący akcję wybierze metodę, która według niego jest optymalna.
5. Tłumaczenie to działanie, tzn. akt nakierowany na jakiś cel, ku któremu wykonujący je dąży w sposób optymalny.
6. Teza 5. to teza prawdziwa uniwersalnie, dla każdego rodzaju przekładu [także interpretacji].
7. Podczas tłumaczenia wszystkie potencjalnie stosowne czynniki (wliczając w to tekst źródłowy na wszystkich jego poziomach) brane są pod uwagę na tyle, na ile pozwala na to skopos docelowego tekstu.
8. Skopos działania (przekładu) określa strategię osiągania zamierzonego celu[3].

Podporządkowanie przekładu jego celowi w określonych warunkach implikuje, że nie ma jednej „słusznej” wersji tekstu docelowego. Każdy tekst może być tłumaczony na wiele sposobów zależnie od potrzeb, okoliczności i zamierzonego efektu. Tłumaczenie jest dobre wtedy, kiedy optymalnie spełnia swoją funkcję.
Praktycznym skutkiem stosowania teorii skoposu jest także zmiana w postrzeganiu pozycji tekstu źródłowego w tłumaczeniu. Jest on już niejako tylko wersją przeznaczoną dla kultury i okoliczności, w których został wytworzony, nie zaś  jedyną poprawną „wersją”, której w tłumaczeniu trzeba trzymać się jak najbliżej.

## Zlecenie
Istotnym elementem teorii skoposu jest zlecenie. Punktem wyjścia do każdego przekładu jest zlecenie w jakiejś formie. „Zleceniodawcą” może być ktoś z zewnątrz, klient, a w pewnych przypadkach także sam tłumacz (decydujący się na wykonanie przekładu i przyjmujący ten czy inny skopos, np. jeśli tłumaczy amatorsko).
Zlecenie przekładu jest właśnie metodą nadawania mu celu. Może on być przedstawiony dokładnie i wprost, lub też niebezpośrednio. W praktyce skopos widoczny jest raczej poprzez kontekst zlecenia, podczas gdy klient jedynie stawia zadanie przetłumaczenia danego tekstu i określa warunki, na jakich ma to tłumaczenie się odbyć. Wyraźne przedstawienie skoposu rzadko jest potrzebne. Przykładowo, tłumacz mający za zadanie przetłumaczyć dokumentację prawną dla banku wie, że tekst docelowy przeznaczony będzie do użytku przez tę instytucję, przez specjalistów od prawa i bankowości, i ma być użyteczny w tych właśnie warunkach.
Zlecenie powinno zawierać dwa wspomniane już elementy, tj. cel (skopos) przekładu oraz warunki jego realizacji. Ten drugi element, najczęściej składający się z takich konkretów, jak płaca i czas przeznaczony na dokonanie tłumaczenia czy dostęp do specjalistów z dziedzin z nim powiązanych, ma istotny wpływ na wybór strategii realizacji zadania przez tłumacza.
Wykonywalność zlecenia zależna jest od tych warunków, ale także od specyfiki docelowej kultury, która czasami utrudnia lub wręcz uniemożliwia dokonanie użytecznego tłumaczenia. Co więcej, strategia tłumacza zależy od kultury docelowej, a nie od kultury, z której pochodzi tłumaczony tekst, ani nawet od niego samego. Działanie tłumacza zależy od nich tylko o tyle, że tłumaczenie musi korzystać z informacji zawartych w tekście źródłowym, jednak w myśl teorii jest to tylko czynnik na drodze do stworzenia docelowego tekstu na gruncie docelowej kultury.
Zdarzyć się może, że zlecenie nie jest wykonywalne w określonych warunkach, albo z powodu niezrozumienia przez zleceniodawcę kultury docelowej, bądź jej nieakceptowania i przez to kreowania nierealistycznych wymagań co do tłumaczenia. W takich sytuacjach kompetentny tłumacz, będący specjalistą od powierzonego mu zadania, może negocjować ze zleceniodawcą i ustalać bardziej odpowiedni skopos lub strategię osiągnięcia uprzednio wyznaczonego. Skopos jest zatem celem tłumaczenia, określonym poprzez zlecenie i uzgodnionym z tłumaczem.

## Krytyka teorii skoposu
Paul Kussmaul zwraca uwagę na pewne „wzburzenie”, jakie wywołała teoria skoposu w środowisku przekładoznawców, wynikające z jej niezrozumienia. Istotą teorii wydawać się może nawoływanie do celowej zmiany znaczenia tekstu źródłowego i pozwalanie tłumaczowi na całkowitą dowolność w kształtowaniu przekładu. Ten rodzaj krytyki można jednakże podważyć, zwracając tylko uwagę na fakt, iż w doborze funkcji dla tekstu tłumacze kierują się potrzebami docelowych odbiorców, a nie robią tego w sposób losowy. Ponadto należy podkreślić, że choć pozwala się na daleko idące zmiany w stosunku do oryginału, to potencjalnym celem przekładu może być (i bardzo często jest) wierne zachowanie funkcji i treści oryginału.
Sam Vermeer odpowiada na kilka argumentów przeciwko teorii skoposu. Jednym z nich jest twierdzenie, że działania (w tym tłumaczenie) nie muszą mieć ustanowionego celu, mogą być bezcelowe. Wynikiem takich działań wydają się być chociażby teksty literackie, a przynajmniej ta ich część, która pisana jest pod wpływem natchnienia. Na to jednak Vermeer odpowiada, że po pierwsze akcja wykonywana bezcelowo nie jest w obrębie tej teorii „działaniem”. Ponadto Vermeer podważa twierdzenia o możliwej bezcelowości jakiegokolwiek działania literackiego, jako że pisarz bądź tłumacz musi podjąć decyzję o napisaniu swojego docelowego tekstu. Celem tego może być nawet po prostu zachowanie piękna tekstu wymyślonego w stanie natchnienia. Podobnie każdy tekst musi mieć jakiegoś domyślnego odbiorcę, nawet jeśli jest on niesprecyzowany, jak w przypadku, gdy tekst skierowany jest ogólnie „do całej ludzkości”, bądź przeznaczony jedynie do wglądu samego piszącego; jednak zawsze potrzebne jest wyobrażenie jakiegoś „potencjalnego” czytelnika, by tekst pozostał zrozumiały.
Kolejny argument przeciwko teorii skoposu stanowi zarzut, że skoncentrowanie się na pojedynczym celu podczas tłumaczenia najczęściej skutkuje modyfikacją zbioru możliwych interpretacji tekstu docelowego w odniesieniu do takiego zbioru dla tekstu źródłowego. Na to Vermeer odpowiada, że „dany skopos oczywiście może wykluczyć pewne interpretacje, ponieważ nie stanowią one części celu tłumaczenia”. Jednak równie dobrze celem mogłoby być zachowanie wszystkich interpretacji tekstu źródłowego.
Vermeer odnosi się także do zarzutu, że teoria skoposu zmusza kierującego się nią tłumacza do adaptacji docelowego tekstu poprzez przyjęcie form właściwych kulturze docelowej. Vermeer w zasadzie zgadza się, stwierdza jednak, że potencjalnym celem przekładu może być też wierność oryginałowi i zachowanie jego obcości. Podkreśla jednak, że tłumacz powinien być świadom celu tekstu, nad którym pracuje.
Andrew Chesterman zwraca uwagę m.in. na niedookreślony status ontologiczny teorii skoposu. Nie jest mianowicie jasne, czy jest ona teorią opisową czy normatywną. Stwierdza ona na przykład, że nie istnieje jedna najwłaściwsza wersja tłumaczenia danego tekstu źródłowego, co jest twierdzeniem wyłącznie opisowym. Z drugiej strony część teorii mówiąca, że wykonujący tłumaczenie świadomie obiera cel i wykonuje swoją pracę w sposób „optymalny”, zdaje się mówić raczej o tym, co być powinno. Chesterman popiera takie stanowisko przykładami tłumaczy działających pod presją, tłumaczy kiepskich, a także tłumaczy działających jako część zespołu, w którym opinie znawców tematu przeważają, gdy chodzi o dobór strategii przekładu (tzn. tam, gdzie tłumacz wcale nie obiera „optymalnej strategii”, i wręcz ani jej, ani skoposu nie określa sam, ani nawet nie czyni tego w negocjacjach ze zleceniodawcą, jak chciałby Vermeer).
W rezultacie Chesterman stwierdza, że teoria skoposu to teoria normatywna, jednak jej hipotezy pozwalają przewidywać bieg zdarzeń tylko w warunkach optymalnych. Nie jest ona zatem teorią uniwersalną.